# Prisión de Cherche-midi
La Prisión de Cherche-midi fue una prisión militar parisina, hoy desaparecida. Estaba situada en el número 54 del bulevar Raspail y acogió presos célebres como Adolphe Feder, Kurt Gerstein, Henri Honoré d'Estienne d'Orves y Alfred Dreyfus, pero también opositores políticos durante la ocupación alemana entre los años 1940 a 1944. Desde 1970 en el emplazamiento de la antigua prisión se encuentra la Escuela de altos estudios en ciencias sociales (EHESS).
- Datos: Q2719058
- Multimedia: Prison du Cherche-Midi / Q2719058